# دراختیک، هادروت
دراختیک (به ارمنی: Դրախտիկ) یک منطقهٔ مسکونی در جمهوری آرتساخ است که در استان هادروت واقع شده‌است. دراختیک ۴۱۷ نفر جمعیت دارد.